# Mikołaj Hlebowicz (zm. 1632)
Mikołaj Hlebowicz herbu Leliwa (zm. 18 listopada 1632) – kasztelan wileński w latach 1620–1632, wojewoda smoleński w 1611 roku, marszałek Trybunału Głównego Wielkiego Księstwa Litewskiego w 1600 roku, podstoli wielki litewski w 1605 roku.
Syn Jana wojewody trockiego i Katarzyny z Krotoskich, wojewodzianki inowrocławskiej.
Wychowywał się w rodzinie kalwińskiej, obydwoje rodzice byli gorliwymi ewangelikami reformowanymi. Za panowania Zygmunta III Wazy szanse kariery dla dysydentów były znikome, i Mikołaj Hlebowicz przeszedł w 1610 roku na katolicyzm, za co został nagrodzony rok później urzędem wojewody smoleńskiego.
Walczył przeciwko Szwedom pod Rygą i Kircholmem. W latach 1609–1611 brał udział w walkach przeciwko Moskwie. Fundator klasztoru Bernardynów w Dubrownie. W grudniu 1625 roku był legatem królewskim na sejmik orszański.
Jego żoną była księżniczka Anna Marcybella Korecka (zm. 1648), podobnie jak on konwertytka na katolicyzm, która po jego śmierci wyszła powtórnie za mąż za Jana Rakowskiego wojewodę witebskiego. W małżeństwie tym doczekał się dwóch synów Jana Samuela i Jerzego Karola.